# منطقه ۴ شهرداری کرج
منطقه ۴ شهرداری کرج یکی از مناطق ده‌گانه شهر کرج است که در جنوب غربی این شهر واقع است.

## جغرافیا
این منطقه ۱۱۰۰۰۰ نفر جمعیت دارد. مساحت منطقه ۴ شهرداری کرج ۱۶،۵۰۱،۷۸۰ متر مربع است. این منطقه از شمال به و منطقه۵ و از جنوب به منطقه ۳ محدود می‌گردد.

## شهرداری
شهردار این منطقه درحال حاضر سعید صفری است.